# 五峰旗瀑布
五峰旗瀑布（ごほうきばくふ、拼音: Wǔfēngqí Pùbù）は、台湾の宜蘭県礁渓郷にある、得子口溪の上流に位置する滝。『噶瑪蘭廳志』にある「... 以形得名，五峰排列，如豎旗幟，...」（「...地形から名付けられており、5つの峰が並び、さながら旗を並べ立てたようだ...」）という記述の通り、後方には五座の山峰があり、その形が京劇の道具に用いられる三角大旗に似ていたことから「五峰旗」の名がついたとされる。滝は、上、中、下のに三層から成っており、それらの滝とそれぞれを結ぶ河道を合わせた落差は、100メートル以上に及ぶ。宜蘭県政府は、観光地としての発展を期して「五峰旗風景特定区」を設定している。また、「蘭陽十景」のひとつでもある。

## 概要
五峰旗瀑布は、全域が歩道で結ばれており、その入口は下層の滝の近くにあり、そこより下流の渓谷には浅瀬になっているところも多く、流れも平穏なので子供の水遊び場となっており、少なからぬ数の観光客は辺りで靴下を脱いで水に入って遊んでいる。石の階段を上りながら136メートル進むと、中層の滝に達するが、ここでは川岸に、「五峰亭」と名付けられた中国式の涼亭が建てられており、観光客が足を止めて滝を鑑賞する場所となっている。折り返してさらに36メートル進むと別れ道があり、曲がりくねった道に沿ってさらに476メートル進むと、最も壮観な上層の滝に至る。この滝の下には觀瀑台が設けられており、向こう側から飛沫が飛びかかり、滝にみなぎる勢いを感じることができる。
なお、上層の滝に至る歩道は近年の台風被害などでたびたび閉鎖されており、2017年12月時点では立入禁止となっている。
近傍には、聖母マリアが登山者を救ったという伝説があり、聖母朝聖地（聖母マリア聖地）と称して簡素な天主堂が設けられている。

## 地質と構造
五峰旗瀑布は、礁溪断層によって形成された断層瀑布であり、地質の上では四稜砂岩区に属し、劈開の見える硬い頁岩（ただし粘板岩にはまだなっていない）が露出する場所となっている。滝の形態から見ると滝面は傾斜し、水流の向きと地層の走向は大きな角度で交差しており、岩層の上部は水流とは逆に傾斜している。上層の滝の上の部分は、粒の細かい石英由来の砂岩の厚い層が形成され、その下にはっきりとした割れ目の入った硬い頁岩と粉状の砂岩の層があり、滝の形状は細長く、下には滝壷が形成されている。中層と下層の滝はもっぱら頁岩上を流れており、中層の滝も細いが滝壺は形成されていない。下層の滝は、落差と幅の縦横比が比較的接近しており、滝の下には滝壺が形成されている。礁渓断層は宜蘭平原の北西の縁を横切っており、断層の南東側は下がり、北西側が上がったため、河川の浸食作用で滝は後退を続け、硬い岩石層に至ってようやく後退の速度が緩み、今日の姿が形成された。上層の滝で露出している四稜砂岩層は、傾斜が緩くゆるやかで、この滝が硬い岩の上の発達した証拠となっている。
- 滝の規模：[4]
  - 上層の滝（第一瀑布）：海拔約 230 メートル / 落差 42 メートル  / 長さ 12 メートル、幅 15 メートルで、深さ 2 メートルの滝壺がある。
  - 中層の滝（第二瀑布）：海拔約 180 メートル / 落差 24 メートル  / 滝壺はない。
  - 下層の滝（第三瀑布）：海拔約 160 メートル / 落差 10 メートル  / 長さ 6 メートル、幅 7 メートルで、深さ 2 メートルの滝壺がある。

## 交通案内
- 自動車：国道5号（蔣渭水高速公路）から頭城交流道（中国語版）に入り、その後、台9線の礁溪路七段交差点で左折して、礁溪市区の礁溪路五段德陽路交差点を右折し、道なりに五峰路の入口に至って右折し、さらに約2.1キロメートル進むと、五峰旗風景特定区に着く。
- 公共交通：[4]
  - 鉄道：台湾鉄路（台鉄）で礁渓駅まで行き、タクシーに乗り換えて中山路を進み、右折して德陽路、再び右折して五峰路に入る。駅から歩いても、約3.5キロメートルで到達できる。
  - バス：首都客運（中国語版）が運行する「首都之星」1572線【台北－羅東】、または、葛瑪蘭客運（中国語版）1915線【板橋－羅東】に搭乗して、礁渓駅まで行き、以降は鉄道と同じ。